# Бяла-Поляна
Бяла-Поляна (болг. Бяла поляна) — село в Болгарии. Находится в Кырджалийской области, входит в общину Кырджали. Население составляет 121 человек.

## Политическая ситуация
В местном кметстве Конево, в состав которого входит Бяла-Поляна, должность кмета (старосты) исполняет Ахмед Мюмюн Али (Движение за права и свободы (ДПС)) по результатам выборов.
Кмет (мэр) общины Кырджали — Хасан Азис (Движение за права и свободы (ДПС)) по результатам выборов в правление общины.